# Bell Challenge 1995 - Doppio
Il doppio del torneo di tennis Bell Challenge 1995, facente parte del WTA Tour 1995, ha avuto come vincitrici Nicole Arendt e Manon Bollegraf che hanno battuto in finale Lisa Raymond e Rennae Stubbs con il punteggio di 7–6, 4–6, 6–2.

## Teste di serie
1. Nicole Arendt /  Manon Bollegraf (campionesse)
2. Lisa Raymond /  Rennae Stubbs (finale)

1. Julie Halard /  Nathalie Tauziat (primo turno)
2. Amanda Coetzer /  Inés Gorrochategui (primo turno)

## Tabellone

### Legenda
| - Q = Qualificato - WC = Wild card - LL = Lucky loser | - ALT = Alternate - SE = Special Exempt - PR = Protected Ranking | - w/o = Walkover - r = Ritirato - d = Squalificato |